# Acrossocheilus lamus
Acrossocheilus lamus är en fiskart som först beskrevs av Mai, 1978.  Acrossocheilus lamus ingår i släktet Acrossocheilus och familjen karpfiskar. IUCN kategoriserar arten globalt som otillräckligt studerad. Inga underarter finns listade i Catalogue of Life.